# How to Let Go
How to Let Go è il secondo album in studio della cantante norvegese Sigrid, pubblicato il 6 maggio 2022.

## Tracce
1. It Gets Dark – 3:23
2. Burning Bridges – 2:52
3. Risk of Getting Hurt – 3:00
4. Thank Me Later – 3:30
5. Mirror – 2:36
6. Last to Know – 3:12
7. Dancer – 2:46
8. A Driver Saved My Night – 2:47
9. Mistake Like You – 3:31
10. Bad Life (feat. Bring Me the Horizon) – 3:46
11. Grow – 3:14
12. High Note – 2:53

## Classifiche
| Classifica (2022) | Posizione massima |
| ----------------- | ----------------- |
| Australia         | 15                |
| Belgio (Fiandre)  | 100               |
| Germania          | 61                |
| Irlanda           | 11                |
| Norvegia          | 1                 |
| Regno Unito       | 73                |
| Svizzera          | 2                 |